# 岳瀛立
岳瀛立（1984年8月9日—）是前臺灣男子籃球運動員。岳瀛立高中畢業於新榮高中，曾效力於東森羚羊、臺灣銀行與達欣工程，2018年8月從球員身份退役。2013年取得國立臺灣師範大學運動與休閒學院體育研究所碩士學位，論文研究張嗣漢生涯轉換。

## 外部連結
- 岳瀛立的Facebook專頁
- 岳瀛立在fiba.basketball（英语）
- 岳瀛立在archive.fiba.com（archived）（英语）
- 岳瀛立在Eurobasket.com（球員）（英语）
- 岳瀛立在RealGM（英语）